# Rugby League
Rugby League (oft auch Dreizehner-Rugby genannt) ist eine Sportart aus der Rugby-Familie, in der zwei Mannschaften zu je 13 Spielern versuchen, das Spielgerät, den Rugbyball, am Gegner vorbeizutragen und so Punkte zu erzielen.
Ziel des Spiels ist es, während der Spielzeit von 2 × 40 Minuten mehr Punkte als der Gegner zu erzielen.
Im Gegensatz zum bis in die 1990er Jahre dem reinen und strengen Amateursystem anhängenden Rugby Union war Rugby League von Anfang an auch ein Profisport. Er entstand 1895 aus der Abspaltung 21 nordenglischer Vereine vom Rugby-Football-Union-Verband und Neugründung des Northern-Rugby-Union-Verbandes, der heutigen Rugby Football League. Neben dem Ursprungsgebiet Nordengland ist Rugby League auch in Australien verbreitet, wo der League-Code in der Region Sydney nach einer ähnlichen Abspaltung 1908/10 dominierende Sportart wurde.

## Regeln
Die Regeln von Rugby League sind denen des Rugby Union sehr ähnlich. Wichtige Unterschiede sind, dass der Platz eine geringere Breite aufweist, wodurch mehr Kontakt zwischen den beiden Mannschaften erzwungen wird. Weiterhin darf im Rugby League höher als im Rugby Union getackelt werden, was den Sport laut seiner Spieler härter mache. Allerdings wird nach einem Tackle der Ballbesitz nicht umkämpft, die besitzende Mannschaft erhält ihn wieder zurück. Nach dem sechsten Tackling wechselt der Ballbesitz, was dazu führt, dass der Ball in der Regel nach dem fünften Tackle gekickt wird.

### Ziel des Spiels
Ziel des Spiels ist es, mehr Punkte als die gegnerische Mannschaft zu erzielen. Dafür gibt es grundsätzlich drei Möglichkeiten.
- Man kann den Ball an der gegnerischen Verteidigung vorbei in das gegnerische Malfeld tragen und dort am Boden ablegen. Ein solcher, auch so genannter, Versuch (englisch try) zählt vier Punkte. Anschließend hat die Mannschaft, die den Versuch gelegt hat, die Chance, eine Erhöhung (englisch conversion) von weiteren zwei Punkten zu erzielen. Hierbei wird versucht, den Ball mittels eines Kicks vom Boden von einer beliebigen Stelle auf der imaginären Linie (parallel zur Seitenauslinie), auf der der Versuch gelegt wurde, zwischen die beiden Pfosten des H-förmigen Tores und über dessen Querlatte zu kicken.
- Ebenso kann man nach einem schweren Regelverstoß einen Strafkick (englisch penalty) „auf die Stangen setzen“, was ebenfalls zwei Punkte einbringt.
- Aus dem offenen Spiel ist auch ein technisch relativ schwer auszuführendes Dropgoal durch die Stangen möglich, das jedoch nur einen Punkt wert ist.

### Spieler
Die 13 Spieler jeder Mannschaft werden in sechs Stürmer (Forwards, Trikotnummern 8–13) und sieben Hintermannschaftsspieler (Backs, Nummern 1–7) unterteilt. Bei den Spielern mit den Trikotnummern 2–5 redet man auch oft von den „Reihe-Spielern“ bzw. „Dreivierteln“, die den Gegensatz zum Sturm bilden.
Eben weil es im Rugby keine Spielsysteme mit spielfeldbezogenen Zuständigkeitsbereichen gibt, wird die Mannschaftsaufstellung immer anhand des angeordneten Gedränges angegeben, wie in der folgenden Skizze:

### Standardsituationen
Standardsituationen im Rugby League sind das nicht umkämpfte angeordnete Gedränge, mit dem nach einem kleineren Foul, und nachdem der Ball im Aus war, das Spiel neugestartet wird. Eine weitere Quasi-Standardsituation ist das Tackling, mit dem gegnerische Spieler am Raumgewinn gehindert werden können. Ebenso ist der Straftritt eine Standardsituation, welcher aus einem schweren Regelverstoß (z. B. Abseits) resultiert.
Anders als im Rugby Union gibt es keine Gassen und offenen Gedränge.

## Wettbewerbe
Die Rugby-League-Weltmeisterschaft hat eine längere Tradition als die mittlerweile populärere im Rugby Union, es gibt sie bereits seit 1954. Sie findet in unregelmäßigen Abständen statt. Ausrichter der WM im Jahr 2017 waren Australien, Neuseeland und Papua-Neuguinea.
Gleiches gilt für die Rugby-League-Europameisterschaft, die 1935 erstmals ausgetragen wurde, aber Ende der 1950er Jahre bis 1996 nur sporadisch.
Neuseeland und Australien spielen jedes Jahr zur Zeit des ANZAC Day gegeneinander.
Die australische National Rugby League (NRL), mit fünfzehn Mannschaften aus Australien und einer aus Neuseeland, ist der populärste Rugby-League-Vereinswettbewerb und die beste Liga der Welt. Die jährlichen State of Origin-Spiele zwischen den Queensland Maroons und den New South Wales Blues gelten als die härtesten und umkämpftesten Partien im australischen Rugby League.
Auf der Nordhalbkugel ist die Super League (RSL) mit zwölf Mannschaften die einzige voll professionalisierte Liga. Die teilnehmenden Teams kommen aus England und Frankreich. Seit 2006 nimmt mit den Dragons Catalans aus Perpignan ein französischer Verein teil.
Hinter der NRL und der RSL gehören die halbprofessionellen Ligen aus Frankreich und Neuseeland zu den besten der Welt. Die Championnat de France Elite hat momentan elf Mannschaften, der Bartercard Cup hat zehn, er ist von der sportlichen Qualität etwas höher anzusetzen als die französische Liga.
In Nordamerika wird Rugby League durch die halbprofessionelle US-amerikanische American National Rugby League (AMNRL) vertreten. Sie wird als Ausbildungsliga von der NRL genutzt, ähnlich wie es die amerikanische NFL bei der NFL Europa im American Football gemacht hat.

## Popularität
Global gesehen ist Rugby League nicht so weit verbreitet wie Rugby Union. Eine wichtige Rolle spielt der Sport in Australien, das als führende Nation gilt (siehe Rugby League in Australien). In Papua-Neuguinea ist Rugby League Nationalsport, daneben hat er noch in Frankreich (besonders in Südfrankreich), Neuseeland und England (dort vor allem im Norden des Landes) nennenswerte Verbreitung.
Die Entwicklung zu Beginn des 21. Jahrhunderts unter anderem in Georgien, Estland, Malta und auch Deutschland, deutet auf eine Ausbreitung des Sports dort hin. Seit 2006 hält Deutschland Länderspiele ab (siehe Deutscher Rugby-League-Verband).